# Cebu
Cebu (kiejtve: Szebu, szebuano nyelven: Lalawigan sa Sugbo, filippínó nyelven: Lalawigan ng Cebu) a Fülöp-szigetek középső részén a Visayan-szigetek egyike.
Gazdaságában jelentős a rizs, cukornád és gabonafélék termesztése, a bányászat, a kikötői forgalom, továbbá az informatikai szektor és a turizmus.
Cebu már jóval a portugál és spanyol telepesek megérkezése előtt sűrűn lakott, gazdag sziget volt. Ferdinand Magellan felfedező 1521-ben érkezett meg ide.
Egykor erdő borította felvidéki területeit mára művelés alá vonták, ami több helyen súlyos talajeróziót okozott.

## Főbb adatok
- Főbb beszélt nyelvek: elsődleges nyelv: szebuano. További nyelvek: tagalog, angol, spanyol.
- Napkelte 6:00 körül, naplemente 18:00 körül, egész éven át.

## Népesség
| 2010 | 4 167 320 |
| 2015 | 4 632 359 |

## Városok
A sziget két legnagyobb városa: Cebu és Mandaue. További nagyobb város Mandauéval szemben, a közeli Mactan szigetén Lapu-Lapu. Itt található Cebu nemzetközi repülőtere.
További városok:
- Bogo City
- Carcar City
- Danao City
- Naga City
- Talisay City
- Toledo City

## Éghajlat
A sziget éghajlata trópusi. 
- Száraz évszak: novembertől januárig
- Esős évszak: februártól októberig
- Átlagos csapadékmennyiség : 1500 mm / év
- Az átlagos páratartalom : 83%

## Fordítás
- Ez a szócikk részben vagy egészben  a   Cebu című angol Wikipédia-szócikk fordításán alapul.  Az eredeti cikk szerkesztőit annak laptörténete sorolja fel. Ez a jelzés csupán a megfogalmazás eredetét és a szerzői jogokat jelzi, nem szolgál a cikkben szereplő információk forrásmegjelöléseként.
- Ez a szócikk részben vagy egészben  az   Isla_de_Cebú című spanyol Wikipédia-szócikk fordításán alapul.  Az eredeti cikk szerkesztőit annak laptörténete sorolja fel. Ez a jelzés csupán a megfogalmazás eredetét és a szerzői jogokat jelzi, nem szolgál a cikkben szereplő információk forrásmegjelöléseként.